# 17241 Вуден
17241 Вуден (17241 Wooden) — астероїд головного поясу, відкритий 11 березня 2000 року.
Тіссеранів параметр щодо Юпітера — 3,346.